# Àlbum de cromos Teika
L'Àlbum de cromos Teika va ser una col·lecció de cromos publicada per l'empresa Teika el 2020. En ella apareixien les esportistes de nou equips esportius valencians de cinc modalitats diferents, el Llevant UE, València CF, Vila-real CF, València Basket Club, Claret Benimaclet, Les Abelles Rugby Club, Rugby Club València, València Club Hockey i Club Voleibol València.
Van imprimir-se dos milions d'enganxines, amb 15.000 àlbums de cromos que es distribuïen gratuïtament. La col·lecció completa tenia 188 esportistes diferents, i els cromos s'incloïen als paquets de rosquilletes Alba de les màquines de l'empresa comercialitzadora. La col·lecció es presentà el febrer del 2020, però per la pandèmia de la Covid-19, s'hagué de paralitzar la distribució i redistribuir a partir de maig.